# Familie Meier
Familie Meier ist eine Fernsehserie von Franz Xaver Bogner für den Bayerischen Rundfunk. Die Serie besteht aus 28 Folgen à 15 Minuten und wurde von 1981 bis 1983 gedreht.
Nach dem Sechsteiler Zeit genug war Familie Meier die erste langfristig angelegte Vorabendserie Bogners. Er etablierte sich in diesem Genre, das bis dahin alleine von Helmut Dietl besetzt war. Kultserien wie Irgendwie und Sowieso, Zur Freiheit, Café Meineid und München 7 folgten.

## Handlung
Bogner zeigt die kleinen und die existenziellen Probleme einer Münchner Kleinbürgerfamilie: Der Vater, Alois Meier, ist selbständiger Taxifahrer, seine Frau Maria ganz traditionell Hausfrau und Mutter, sowie die beiden pubertierenden Kinder Susi und Thomas.

## Episodenliste
- Das Zwischenzeugnis / Der Kurzschluss
- Der Stammbaum / Der Ausflug
- Das Duell / English love
- Connect 4 / Ihr Kinderlein kommet
- Viecherei / Der Besuch
- Gesundheit geht vor / Schön langweilig
- Die Bügelmaschine / Die Renovierung
- Streik / Wohnungsbesetzung
- Jetzt is a Ruah / Der Herr im Anzug
- Die Hausbesichtigung / Der Umzug
- G’sund samma / Taxi
- Die Verwechslung / Der Anrufbeantworter
- Die rote Tür / Faschingsparty
- Sparmaßnahmen / Arbeitslos

## Veröffentlichung
Am 26. Juli 2019 wurde eine DVD-Komplettbox von Pidax-Film mit den 28 Episoden auf drei DVDs (370 Minuten) veröffentlicht.